# Кара Мурад-паша
Кара Мурад-паша (тур. Kara Murad Paşa, умер в 1655 году), также Кара Дев Мурад-паша — турецкий государственный деятель. Занимал пост Капудана-паши и дважды был великим визирем Османской империи с 21 мая 1649 — 5 августа 1650 и 11 мая 1655 — 19 августа 1655 соответственно. Его прозвище Кара («черный») означало его смелость, а Дев («гигант») — его физические размеры.

## Биография
Кара Мурад-паша был албанцем по происхождению. Он отличился на ранних этапах Критской войны между Османской империей и Венецианской республикой. За эти успехи Мурад-паша был назначен командиром янычарского корпуса в 1648 году.
12 мая 1649 года произошёл разгром османского флота от венецианцев в битве при Фокеи. В этом поражении был обвинён великий визирь Софу Мехмед-паша. 21 мая он был смещён с должности. Новым великим визирем стал Мурад-паша. Мурад-паша  сослал предыдущего визиря Мехмеда-пашу, а затем велел его казнить.
Кара Мурад-паша стал великим визирем в тяжёлое время. Османская казна была истощена свергнутым султаном Ибрагимом I. Его преемнику Мехмеду IV было всего 7 лет. Его регентами являлись Турхан-султан (жена Ибрагима I) и Кёсем-султан (мать Ибрагима I). Они часто боролись друг с другом за влияние на молодого правителя. И если Кёсем-султан поддерживала Мурада-пашу, то Турхан-султан была против него. Более того, лидеры янычаров, также были против Мурада-паши. Чувствуя, что его жизни угрожает опасность, Мурад-паша подал в отставку 5 августа 1650 года. По его предложению Мурад-пашу сменил Мелек Ахмед-паша.
После своей отставки Мурад-паша был назначен губернатором Будинского вилайята. В 1653 году он вернулся в Стамбул и был назначен Капуданом-пашей. После этого назначения Мураду-паше было поручено перевозить морским путём подкрепления и боеприпасы на Крит. В то же время венецианский флот блокировал пролив Дарданеллы, но Мураду-паше удалось победить Венецию и снять блокаду в первой битве при Дарданеллах.
11 мая 1655 года Мурад-паша вновь был назначен великим визирем. Однако, его второй срок был ещё короче, чем первый. В Османской империи по прежнему были тяжёлые экономических проблемы. Более того, великому визирю вновь пришлось столкнуться с противодействием янычар. В результате этого, Кара Мурад-паша был вновь вынужден уйти в отставку 19 августа 1655 года. После этого он был назначен на должность губернатора зялета Дамаска в Сирии, но по пути Мурад-паша заболел и умер. За пять лет между его двумя сроками великого визиря на эту должность были назначены шесть различных пашей, что свидетельствовало о политической нестабильности империи в середине XVII века.